# Galtabäcksskeppet
Galtabäcksskeppet eller Galtabäcksskibet er et arkæologisk fund, som består af resterne fra et vikingeskib, som blev fundet i 1928 i Galtabäck i Halland i Sverige. Der blev fundet andre rester af endnu et vikingeskib, som blev dateret til slutningen af 1000-tallet eller begyndelsen af 1100-tallet ved hjælp af kulstof 14-datering.
Siden 2008 har kølen fra Galtabäck I været udstillet på Båtmuseet i Galtabäcks hamn.
Der er blevet fremstillet en rekonstruktion af skibet, Galten, der er 14 m langt og 4 m bredt. Det blev bygget i begyndelsen af 2000-tallet.